# Glenea fasciata
Glenea fasciata es una especie de escarabajo del género Glenea, familia Cerambycidae. Fue descrita científicamente por Fabricius en 1781.
Habita en Camerún, Costa de Marfil, Gabón, Ghana, Nigeria, República Centroafricana, República Democrática del Congo y República del Congo. Esta especie mide 11-15 mm.